# Lophonectes
Lophonectes es un género de peces de la familia Bothidae, del orden Pleuronectiformes. Este género marino fue descrito científicamente en 1880 por Albert Günther.

## Especies
Especies reconocidas del género:
- Lophonectes gallus Günther, 1880
- Lophonectes mongonuiensis (Regan, 1914)